# Tamala
Tamala (in russo Тамала?) è un insediamento di tipo urbano della Russia europea centrale, situato nell'oblast' di Penza; è il centro amministrativo del distretto Tamalinskij.
Si trova sul fiume omonimo, 173 km a sud-ovest di Penza.